# BlizzCon

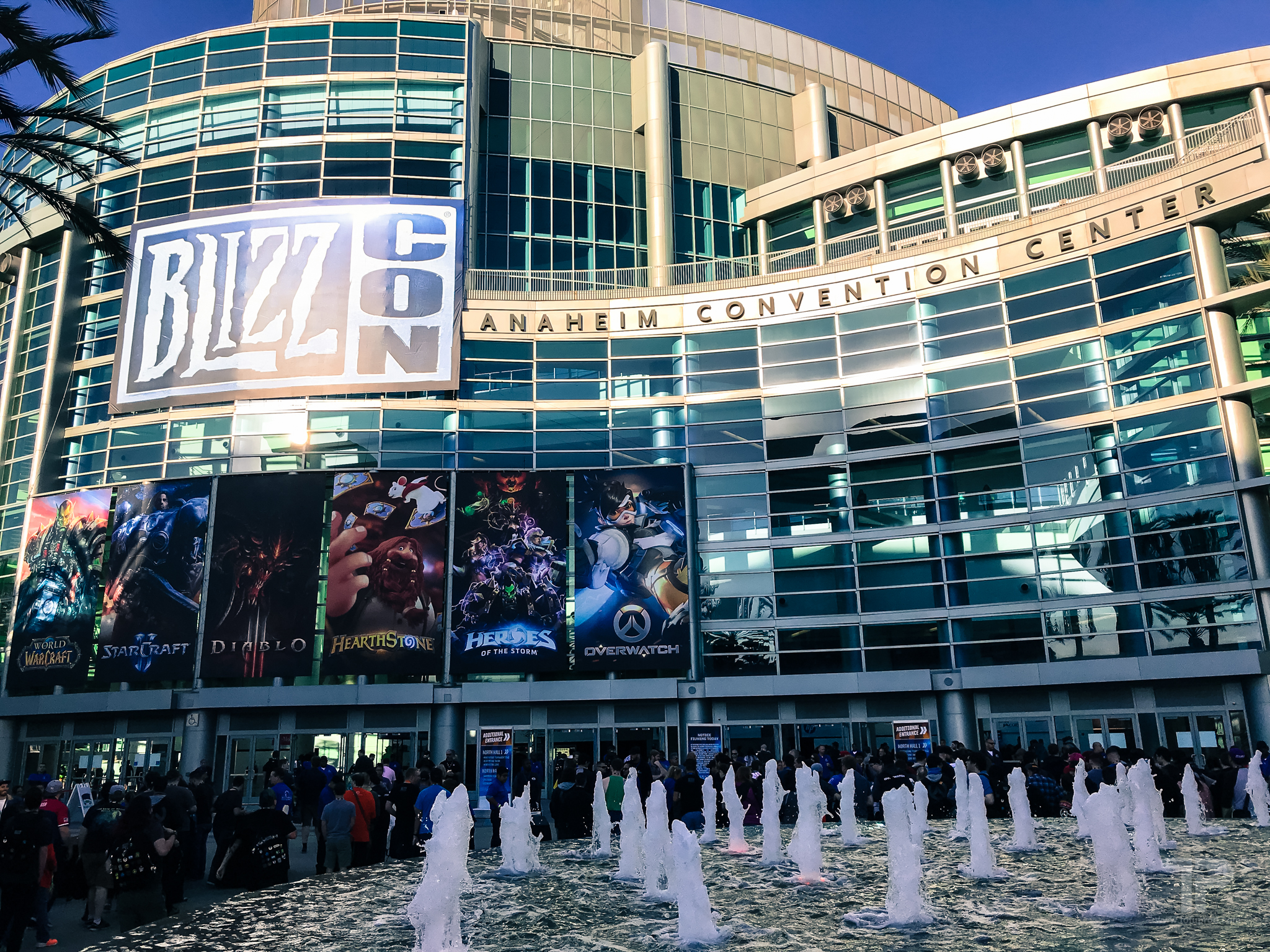
Anaheim Convention Center während der BlizzCon 2017

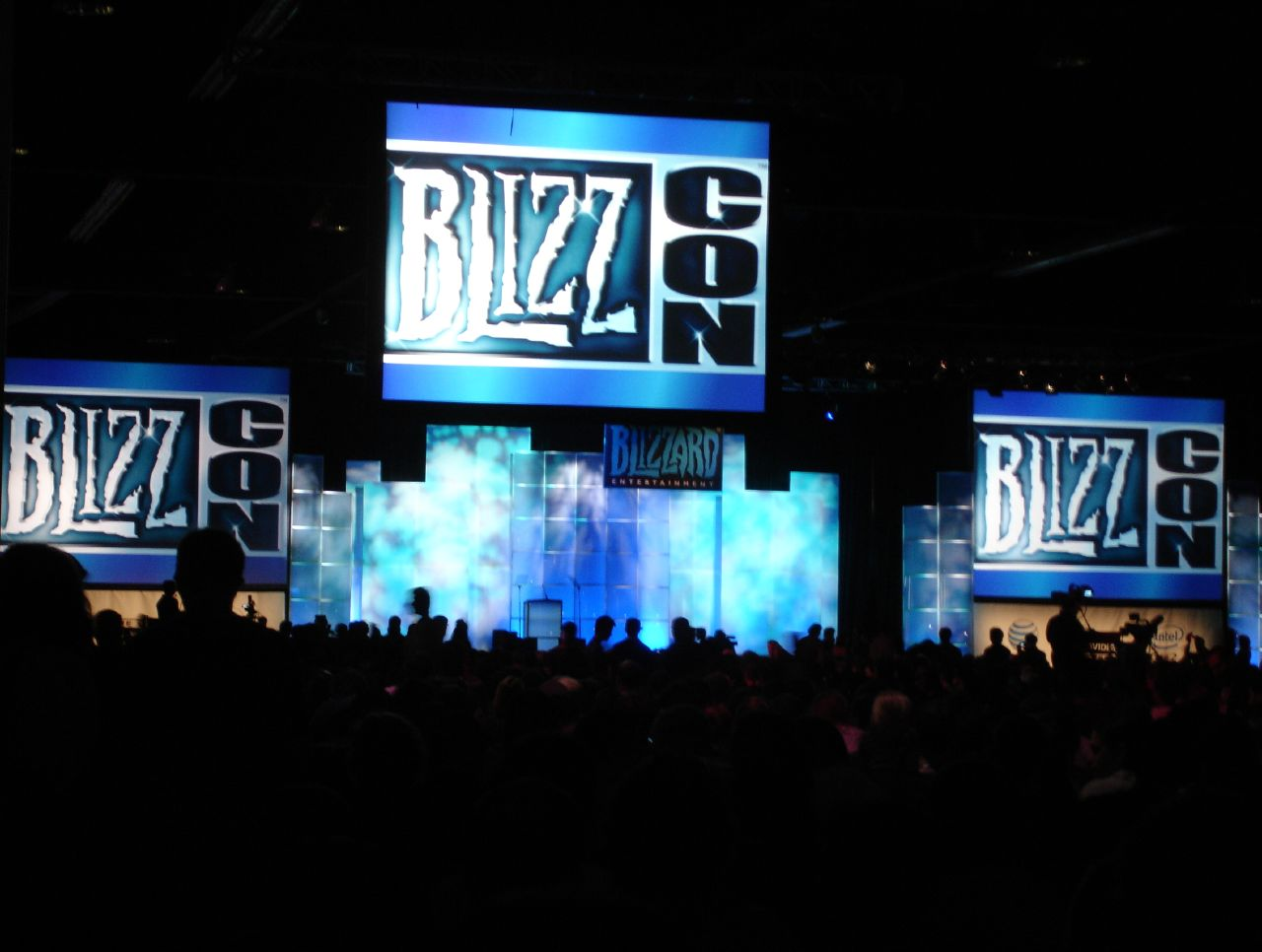
Eröffnung der BlizzCon 2007

BlizzCon ist eine Computerspielmesse des Spieleherstellers Blizzard Entertainment.

## Allgemeine Informationen
Die BlizzCon findet seit 2005 zumeist jährlich (Ausnahme in den Jahren 2006 und 2012) im Anaheim Convention Center (Kalifornien, USA) statt. Sie wird vor allem dazu benutzt, um neue Spiele und Spielinhalte des Unternehmens zu präsentieren, daneben finden eSport-Wettbewerbe zu den firmeneigenen Spielen statt. 2012 wurde die Messe mit der offiziellen Begründung ausgesetzt, dass sich das Unternehmen auf die Veröffentlichungen seiner Spiele Diablo 3, StarCraft II: Heart of the Swarm und World of Warcraft: Mists of Pandaria konzentrieren wolle.
Eine ähnliche konzipierte Veranstaltung war die Blizzard Worldwide Invitational, die zwischen 2004 und 2008 insgesamt viermal ausgerichtet wurde und außerhalb der USA stattfand.
Die BlizzCon 2020 wurde aufgrund der COVID-19-Pandemie als Online-Variante abgehalten und als BlizzConline beworben.

## BlizzCon-Messen

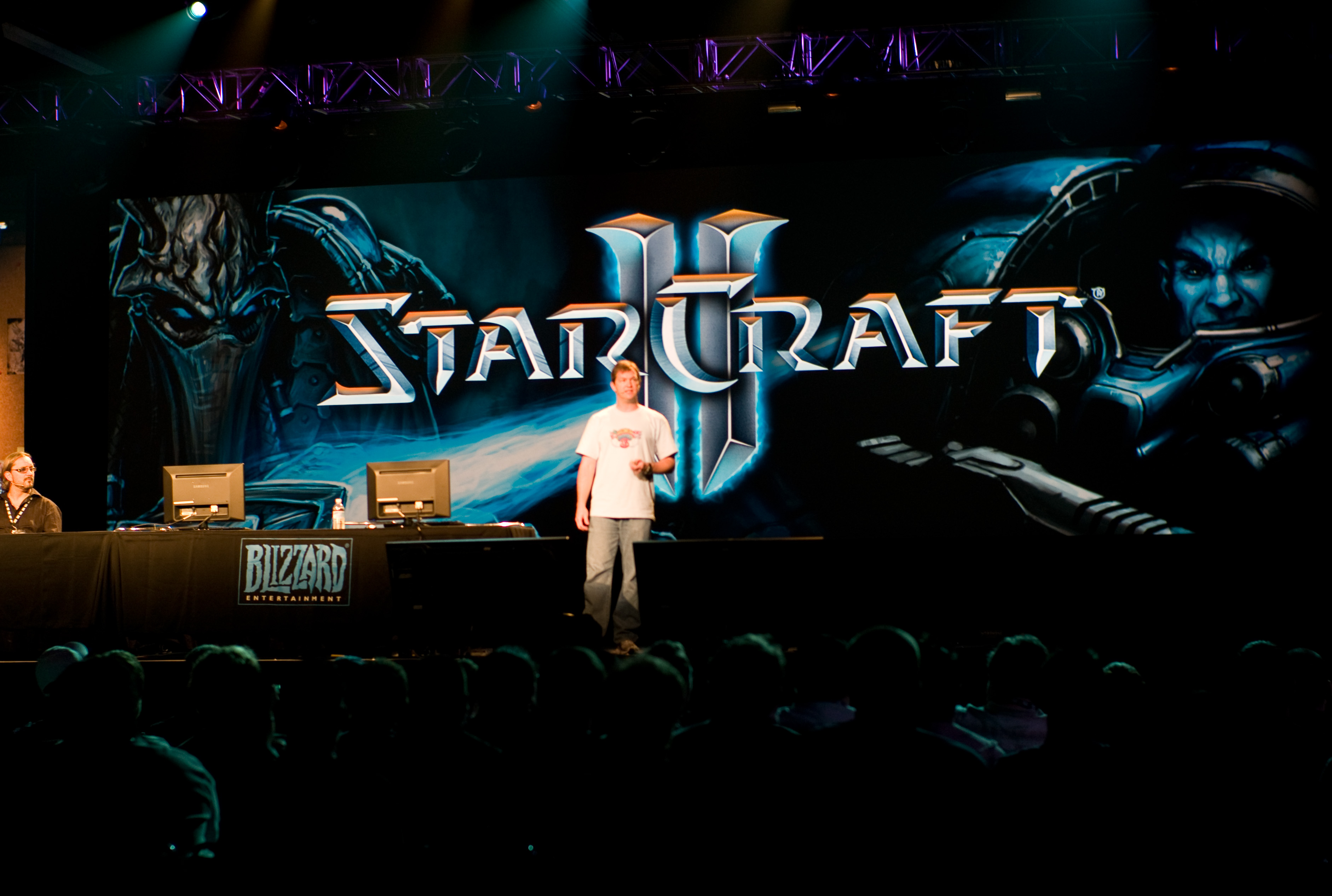
Vorstellung von StarCraft II auf der BlizzCon 2008

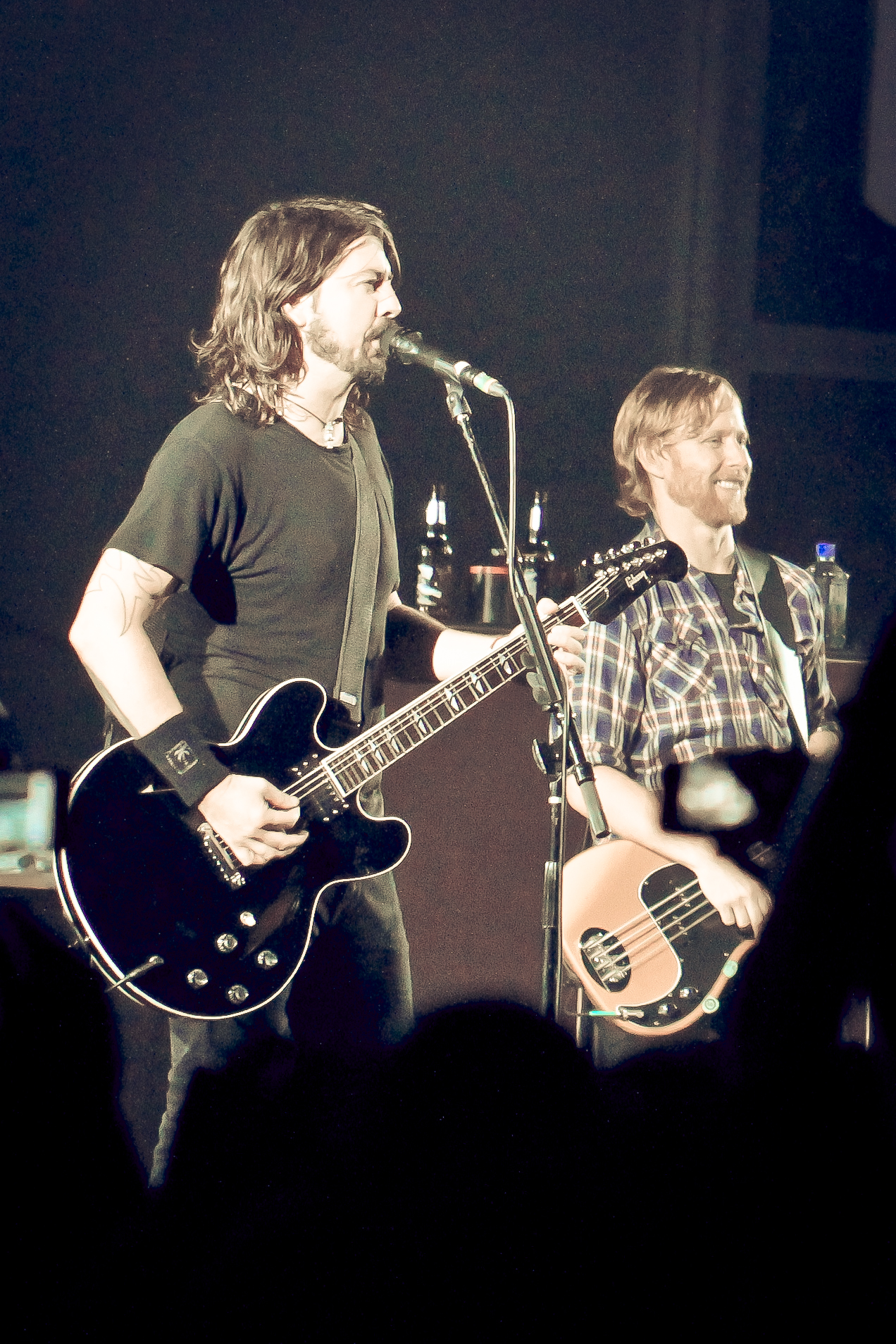
Die Rockband Foo Fighters auf der BlizzCon 2011

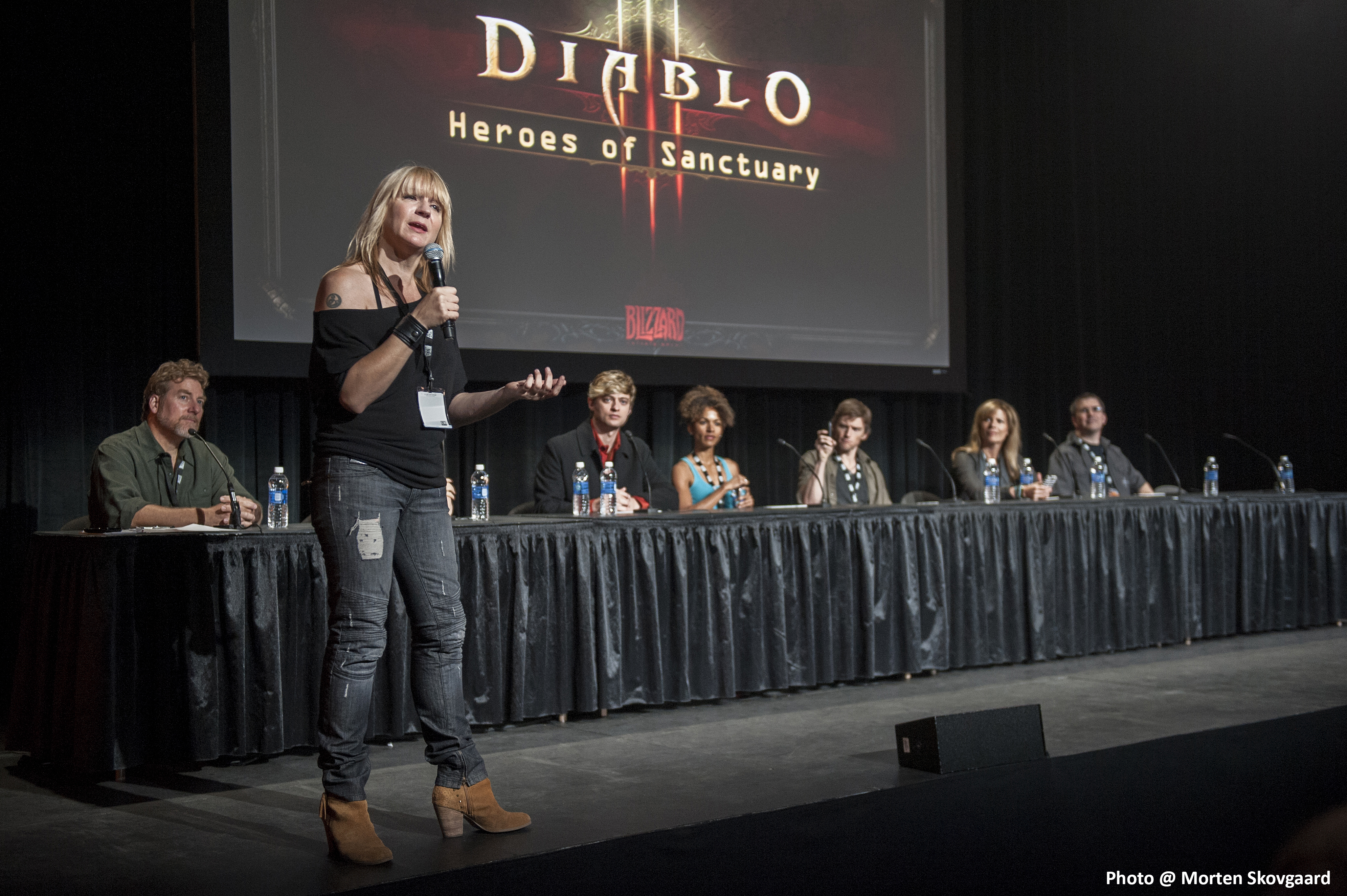
Panel zum Addon Diablo III: Reaper of Souls (2013)

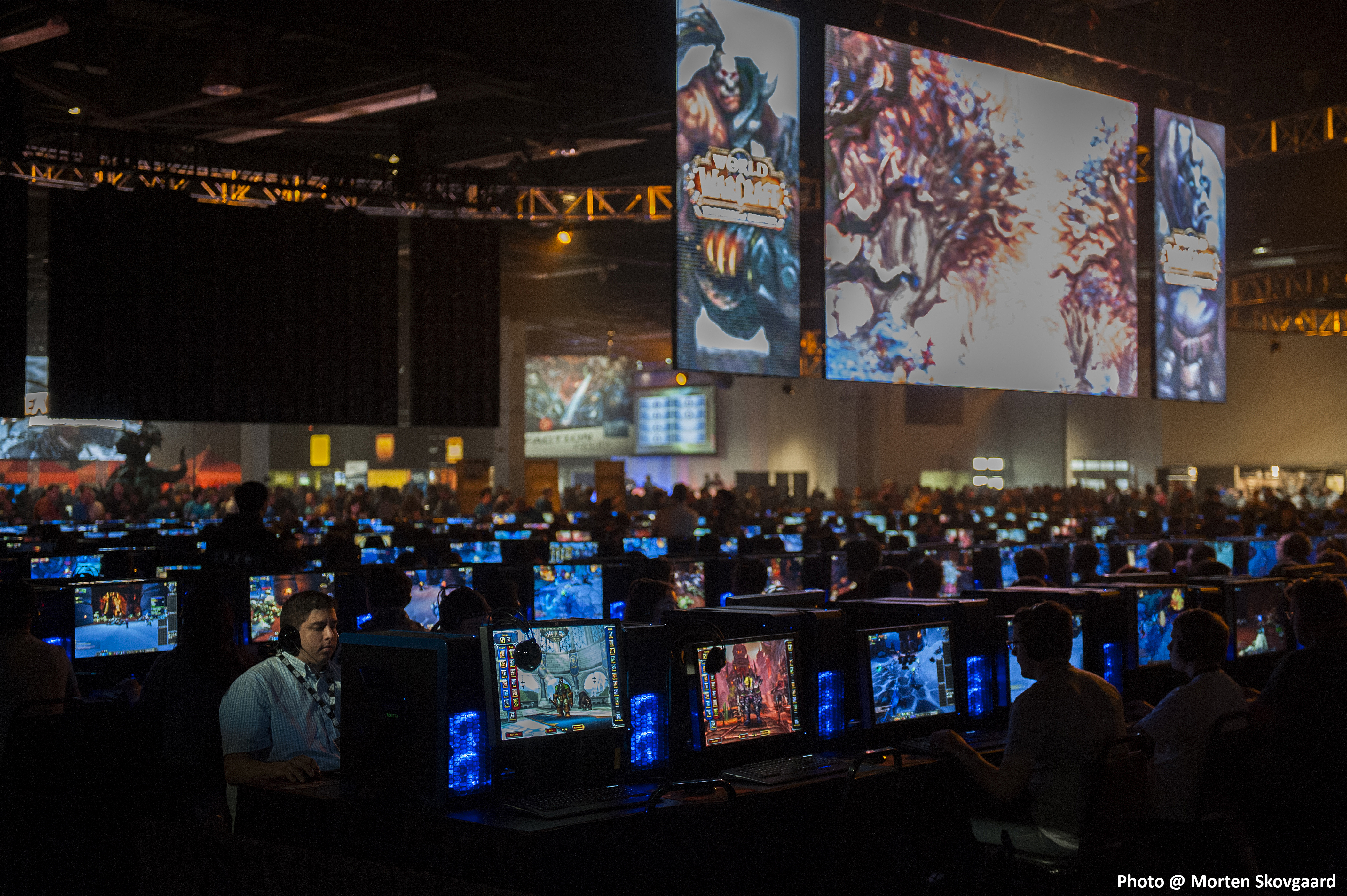
Demobereich für World of WarCraft (2013)

| Jahr | Datum               | Besucherzahl         | Hauptankündigung(en) | Spielbare Spiele | Preis einer Eintrittskarte |
| ---- | ------------------- | -------------------- | --- | --- | -------------------------- |
| 2005 | 28. und 29. Oktober | 8.000 (ausverkauft)  | • World of Warcraft: The Burning Crusade | • World of Warcraft: The Burning Crusade • StarCraft: Ghost | 125 US-Dollar              |
| 2007 | 3. und 4. August    | 13.000 (ausverkauft) | • World of Warcraft: Wrath of the Lich King | • World of Warcraft: Wrath of the Lich King • StarCraft II: Wings of Liberty | 100 US-Dollar              |
| 2008 | 10. und 11. Oktober | 15.000 (ausverkauft) | • Neue Klasse für Diablo 3: Der Zauberer • Ankündigung, dass StarCraft II eine Trilogie sein wird | • World of Warcraft: Wrath of the Lich King • StarCraft II: Wings of Liberty • Diablo III | 100 US-Dollar              |
| 2009 | 21. und 22. August  | 20.000 (ausverkauft) | • World of Warcraft: Cataclysm • Neue Klasse für Diablo III: Der Mönch | • World of Warcraft: Cataclysm • StarCraft II: Wings of Liberty • Diablo III | 125 US-Dollar              |
| 2010 | 22. und 23. Oktober | 27.000 (ausverkauft) | • Neue Klasse für Diablo III: Der Dämonenjäger | • World of Warcraft: Cataclysm • StarCraft II: Wings of Liberty • Diablo III | 150 US-Dollar              |
| 2011 | 21. und 22. Oktober | 26.000 (ausverkauft) | • World of Warcraft: Mists of Pandaria • Weitere Informationen zu StarCraft II: Heart of the Swarm | • World of Warcraft: Mists of Pandaria • StarCraft II: Heart of the Swarm • Diablo III | 175 US-Dollar              |
| 2013 | 8. und 9. November  | 26.000 (ausverkauft) | • World of Warcraft: Warlords of Draenor • Heroes of the Storm • Weitere Informationen zu Diablo 3: Reaper of Souls und Hearthstone: Heroes of Warcraft | • World of Warcraft: Warlords of Draenor • Hearthstone: Heroes of Warcraft • Heroes of the Storm • Diablo III: Reaper of Souls                                                                           | 175 US-Dollar              |
| 2014 | 7. und 8. November  | 26.000 (ausverkauft) | • Overwatch • Hearthstone: Heroes of Warcraft-Erweiterung Goblins gegen Gnome • Weitere Informationen zu Starcraft II: Legacy of the Void und Heroes of the Storm | • World of Warcraft: Warlords of Draenor • Hearthstone: Heroes of Warcraft • Heroes of the Storm • StarCraft II: Legacy of the Void • Diablo III: Reaper of Souls • Overwatch                            | 199 US-Dollar              |
| 2015 | 6. und 7. November  | 26.000 (ausverkauft) | • World of Warcraft: Legion Cinematic-Trailer • Warcraft: The Beginning Trailer • Hearthstone: Heroes of Warcraft-Abenteuer Die Forscherliga • Neue Helden und Karten für Heroes of the Storm und Overwatch • Weitere Informationen zu Starcraft II: Legacy of the Void | • World of Warcraft: Legion • Hearthstone: Heroes of Warcraft • Heroes of the Storm • StarCraft II: Legacy of the Void • Diablo III: Reaper of Souls • Overwatch                                         | 199 US-Dollar              |
| 2016 | 4. und 5. November  | 26.000 (ausverkauft) | • World of Warcraft: Legion: Patch 7.1.5 und 7.2 • Hearthstone: Heroes of Warcraft-Erweiterung Die Straßen von Gadgetzan • Overwatch: Neue Heldin: Sombra, neuer animierter Kurzfilm: Infiltration, neue Karten, neuer Spielmodus: Arcade • Neue Helden für Heroes of the Storm: Varian und Ragnaros • Diablo III: Die Rückkehr des Totenbeschwörers DLC, die Finsternis in Tristram (Diablo remastered) | • World of Warcraft: Legion • Hearthstone: Heroes of Warcraft • Heroes of the Storm • StarCraft II: Legacy of the Void • Diablo • Diablo II • Diablo III: Reaper of Souls • Overwatch                    | 199 US-Dollar              |
| 2017 | 3. und 4. November  | 26.000 (ausverkauft) | • World of Warcraft: Battle for Azeroth • World of Warcraft: Classic • Hearthstone: Heroes of Warcraft-Erweiterung Kobolde & Katakomben • Overwatch: Neue Heldin: Moira, neuer animierter Kurzfilm: Für Ruhm und Ehre, neue Karte: Blizzard World • Neue Helden für Heroes of the Storm: Alexstrasza und Hanzo, Gameplay-Veränderungen                                                                   | • World of Warcraft: Battle for Azeroth • World of Warcraft: Legion • Hearthstone: Heroes of Warcraft • Heroes of the Storm • StarCraft II: Legacy of the Void • Diablo III: Reaper of Souls • Overwatch | 199 US-Dollar              |
| 2018 | 2. und 3. November  | 26.000 (ausverkauft) | • Warcraft III: Reforged • Diablo Immortal • World of Warcraft: Battle for Azeroth: Patch 8.1.5 und 8.2 • Hearthstone: Heroes of Warcraft-Erweiterung Rastakhans Rambazamba • Overwatch: Neue Heldin: Ashe, neuer animierter Kurzfilm: Alte Bekannte • Neue Heldin für Heroes of the Storm: Orphea | • Warcraft III: Reforged • Diablo Immortal • World of Warcraft: Battle for Azeroth • Hearthstone: Heroes of Warcraft • Heroes of the Storm • StarCraft II: Legacy of the Void • Overwatch                | 199 US-Dollar              |
| 2019 | 1. und 2. November  | 26.000 (ausverkauft) | • Diablo IV • Overwatch 2 • World of Warcraft: Shadowlands • Hearthstone: Heroes of Warcraft-Erweiterung Erbe der Drachen | • Diablo IV • Overwatch 2 • World of Warcraft: Shadowlands • Warcraft III: Reforged • Diablo Immortal • Hearthstone: Heroes of Warcraft • Heroes of the Storm • StarCraft II: Legacy of the Void         | 229 US-Dollar              |
| 2021 | 19. und 20. Februar | Online-Variante      | • World of Warcraft: The Burning Crusade Classic • Diablo II: Resurrected • Neue Klasse für Diablo IV: Die Jägerin • Hearthstone: Heroes of Warcraft-Erweiterung Geschmiedet im Brachland | - | -                          |
| 2023 | 3. und 4. November  | -                    | - Diablo 4: Vessel of Hatred - Warcraft Rumble - World of Warcraft: Worldsoul Saga (The War Within, Midnight, The Last Titan) - World of Warcraft: Classic Cataclysm - Overwatch 2: Neuer Held: Mauga, neuer PvP-Modus: Clash, neue Map: Hanaoka | - | 299 US-Dollar              |

## E-Sport auf der BlizzCon
Seit 2005 finden auf der BlizzCon regelmäßig E-Sport-Turniere in StarCraft, Warcraft und World of Warcraft statt. Später kamen Hearthstone, Heroes of the Storm und Overwatch hinzu. Für diese Turniere werden regelmäßige Qualifizierungsrunden ausgetragen, die auf Twitch ausgestrahlt werden.

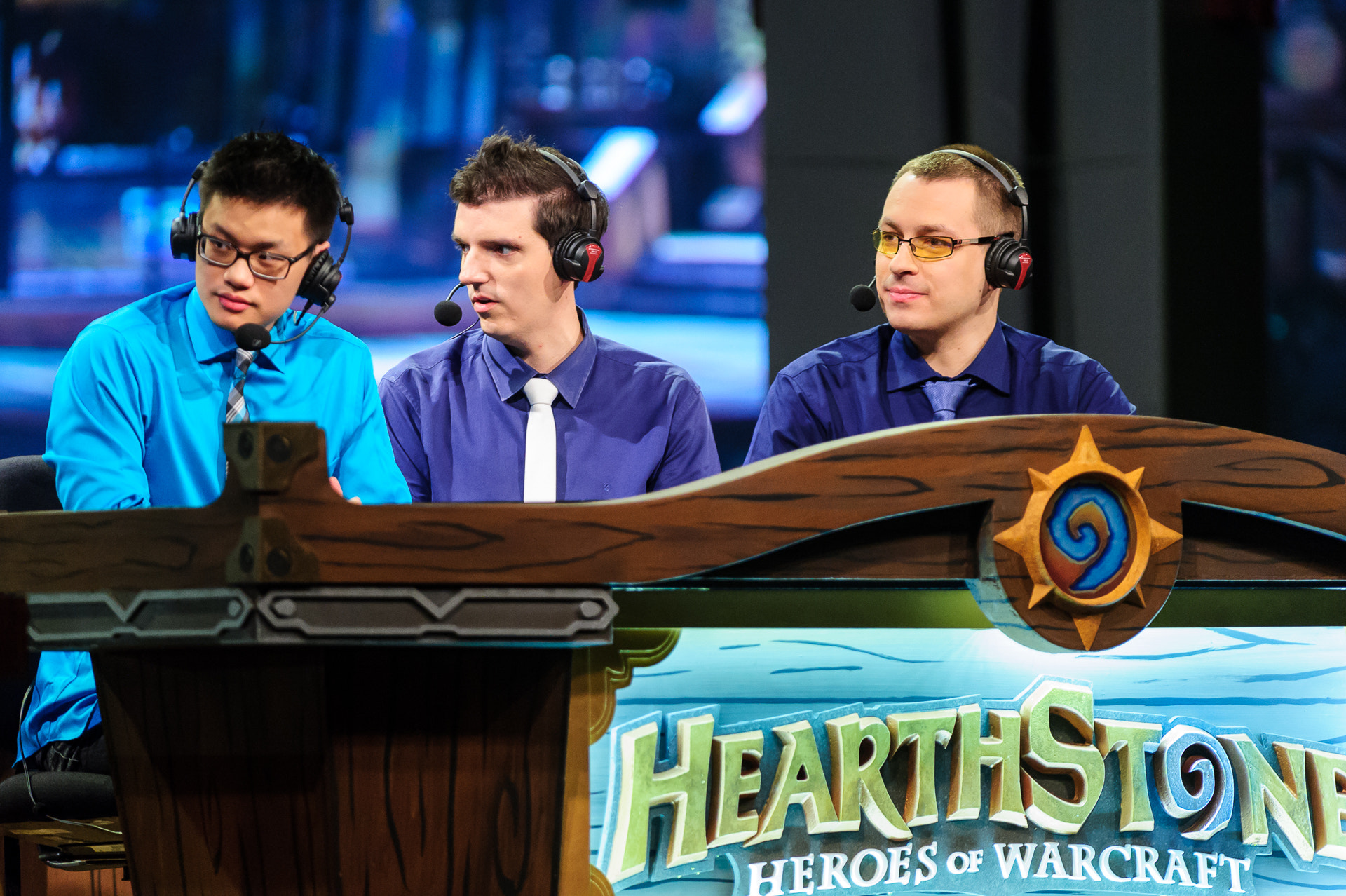
Kommentatoren des Hearthstone-Turniers (2014)

### Hearthstone

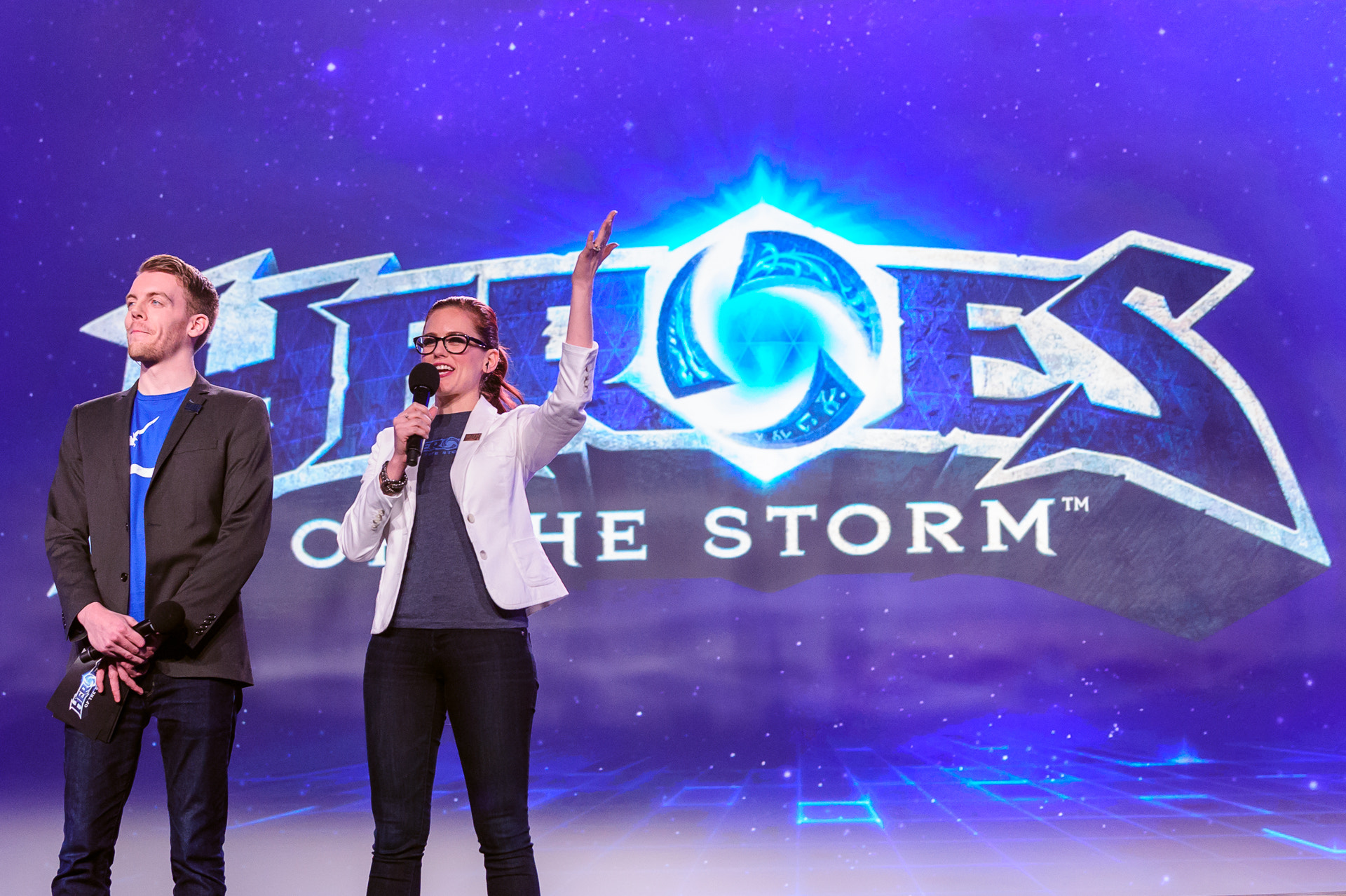
Kommentatoren des Heroes-of-the-Storm-Turniers (2014)

Einzel / 4er-Nationalteams
|                                     | Preisgeld   | Platz 1             | Platz 2           | Platz 3               |
| ----------------------------------- | ----------- | ------------------- | ----------------- | --------------------- |
| Innkeeper's Invitational 2013       | 0 $         | Artosis             | Kripparrian       | Trump / Reckful       |
| Hearthstone World Championship 2014 | 250.000 $   | Firebat             | Tiddler Celestial | Kranich / D-Two       |
| Hearthstone World Championship 2015 | 250.000 $   | Ostkaka             | Hotform           | Kno / Thijs           |
| Hearthstone World Championship 2016 | 1.000.000 $ | Pavel               | DrHippi           | Jasonzhou / che0nsu   |
| Hearthstone Global Games 2018       | 409.600 $   | Volksrepublik China | Brasilien         | Neuseeland / Norwegen |

### Heroes of the Storm

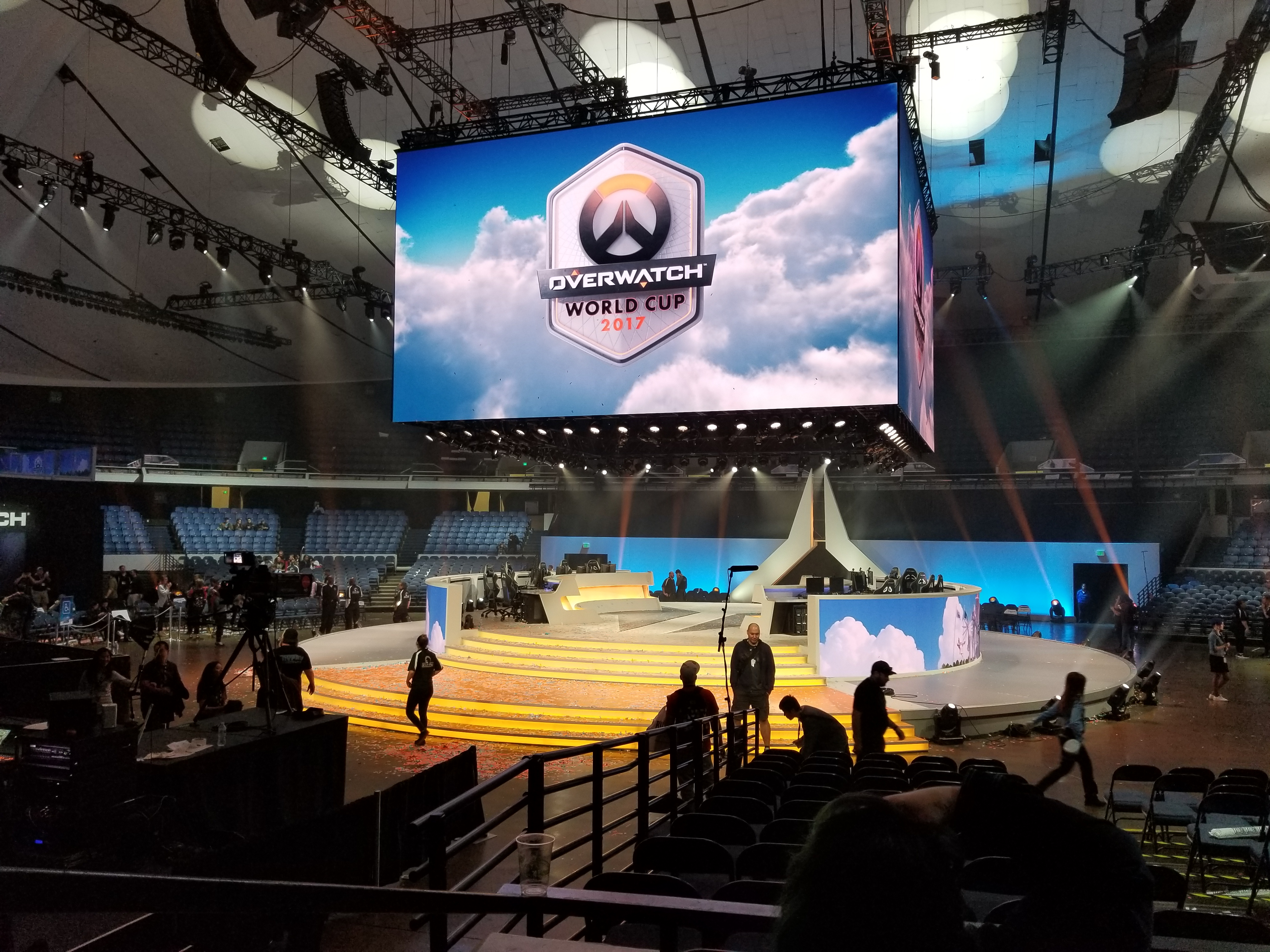
Bühne des Overwatch World Cup (2017)

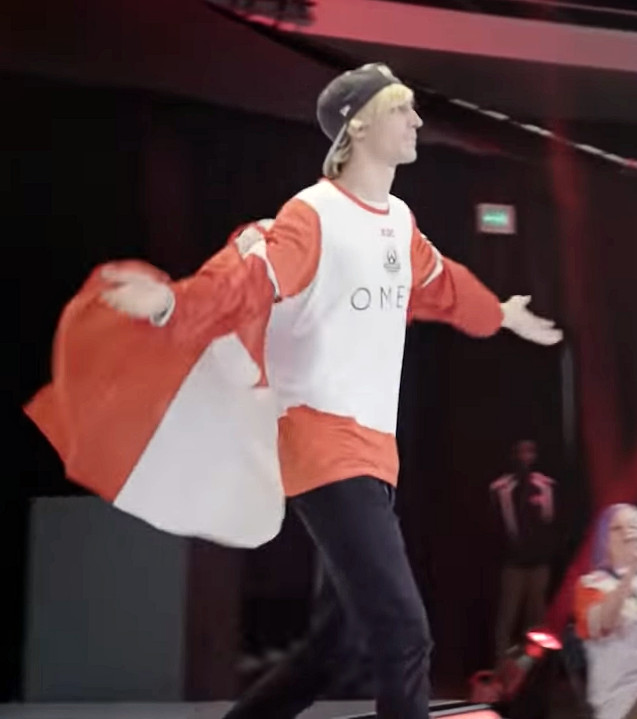
Félix Lengyel (xQc) für Team Kanada beim des Overwatch World Cup (2018)

5er-Teams
|                                     | Preisgeld   | Platz 1       | Platz 2       | Platz 3                 |
| ----------------------------------- | ----------- | ------------- | ------------- | ----------------------- |
| BlizzCon Exhibition Tournament 2014 | 0 $         | Cloud 9       | Evil Geniuses | Fnatic / Team Liquid    |
| HotS Global Championship 2015       | 500.000 $   | Cloud 9       | Dignitas      | Natus Vincere / Team DK |
| HotS Global Championship 2016       | 1.000.000 $ | Ballistix     | Fnatic        | MVP Black / Dignitas    |
| HotS Global Championship 2017       | 1.000.000 $ | MVP Black     | Fnatic        | Ballistix / Team expert |
| HotS Global Championship 2018       | 1.000.000 $ | Gen.G Esports | Dignitas      | Team Liquid / Miracle   |

### Overwatch

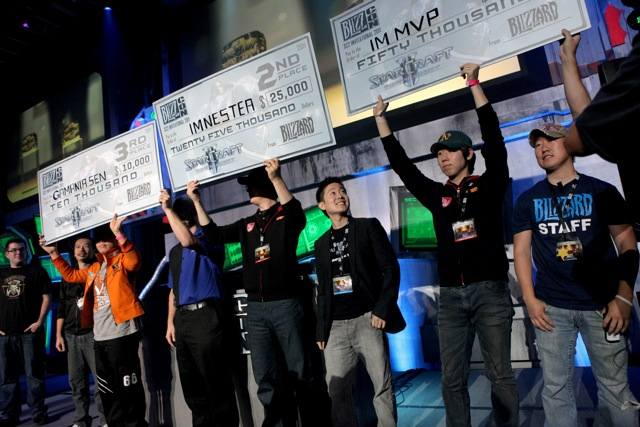
Top 3 der BlizzCon 2011 in StarCraft II

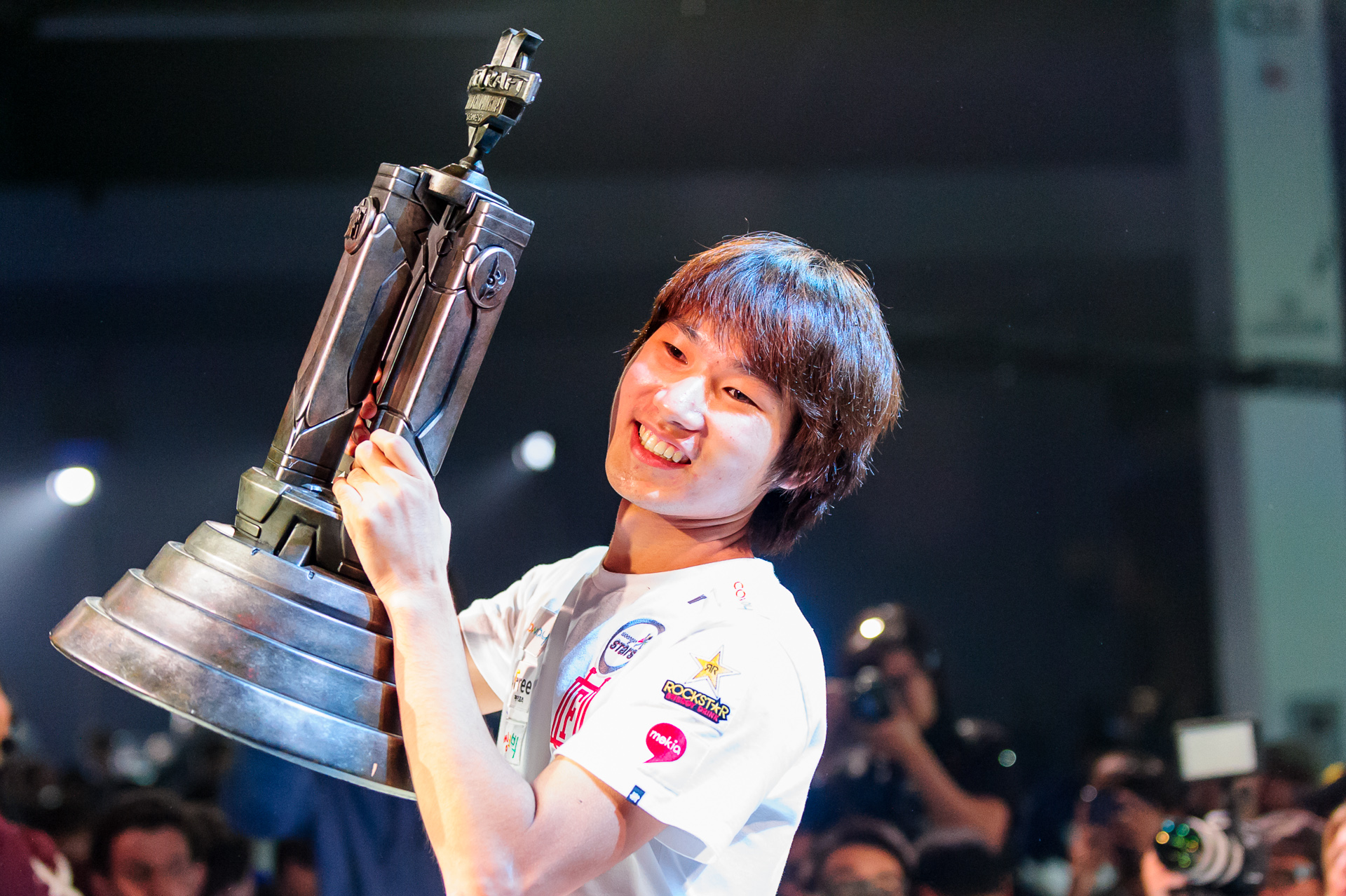
Kim Yoo-jin (sOs) nach seinem Sieg 2013

6er-Teams
|                          | Preisgeld | Platz 1            | Platz 2             | Platz 3  |
| ------------------------ | --------- | ------------------ | ------------------- | -------- |
| Overwatch World Cup 2016 | 288.000 $ | Südkorea           | Russland            | Schweden |
| Overwatch World Cup 2017 | 72.000 $  | Südkorea           | Kanada              | Schweden |
| Overwatch World Cup 2018 | 128.000 $ | Südkorea           | Volksrepublik China | Kanada   |
| Overwatch World Cup 2019 | 90.000 $  | Vereinigte Staaten | Volksrepublik China | Südkorea |
| Overwatch World Cup 2023 | 365.000 $ | Saudi-Arabien      | Volksrepublik China | Finnland |

### StarCraft
Einzel
|                                        | Preisgeld           | Platz 1             | Platz 2             | Platz 3             |
| StarCraft:Brood War                    | StarCraft:Brood War | StarCraft:Brood War | StarCraft:Brood War | StarCraft:Brood War |
| -------------------------------------- | ------------------- | ------------------- | ------------------- | ------------------- |
| BlizzCon Invitational 2005             | 013.000 $           | YellOw              | Reach               | NaDa                |
| BlizzCon Invitational 2007             | 017.500 $           | sAviOr (aberkannt)  | Nal_rA              | Iris                |
| BlizzCon Invitational 2008             | 040.000 $           | sAviOr (aberkannt)  | NaDa                | JangBi              |
| BlizzCon Invitational 2009             | 040.000 $           | EffOrt              | ZerO                | sAviOr              |
| StarCraft 2                            |                     |                     |                     |                     |
| BlizzCon Invitational 2010             | 043.000 $           | Genius              | Loner               | White-Ra            |
| BlizzCon Invitational 2011             | 085.000 $           | Mvp                 | NesTea              | Sen                 |
| WCS Global Finals 2013                 | 250.000 $           | sOs                 | Jaedong             | Bomber / Maru       |
| WCS Global Finals 2014                 | 250.000 $           | Life (aberkannt)    | MMA                 | Classic / Taeja     |
| WCS Global Finals 2015                 | 250.000 $           | sOs                 | Life                | Classic / Rogue     |
| WCS Global Finals 2016                 | 500.000 $           | ByuN                | Dark                | Stats / Elazer      |
| WCS Global Finals 2017                 | 700.000 $           | Rogue               | soO                 | TY / SpeCial        |
| WCS Global Finals 2018                 | 700.000 $           | Serral              | Stats               | sOs / Rogue         |
| WCS Global Finals 2019                 | 700.000 $           | Dark                | Reynor              | Serral / Classic    |
| StarCraft: Remastered                  |                     |                     |                     |                     |
| Ultimate Title Fight 2017              | 25.000 $            | Bisu                | Jaedong             |                     |
| Blizzcon Invitational ASL vs. KSL 2018 | ?                   | Rain                | Last                |                     |

(Die Titel von sAviOr und Life wurden nachträglich aberkannt, nachdem bekannt wurde, dass diese in anderen Turnieren an Wettmanipulationen beteiligt waren.)

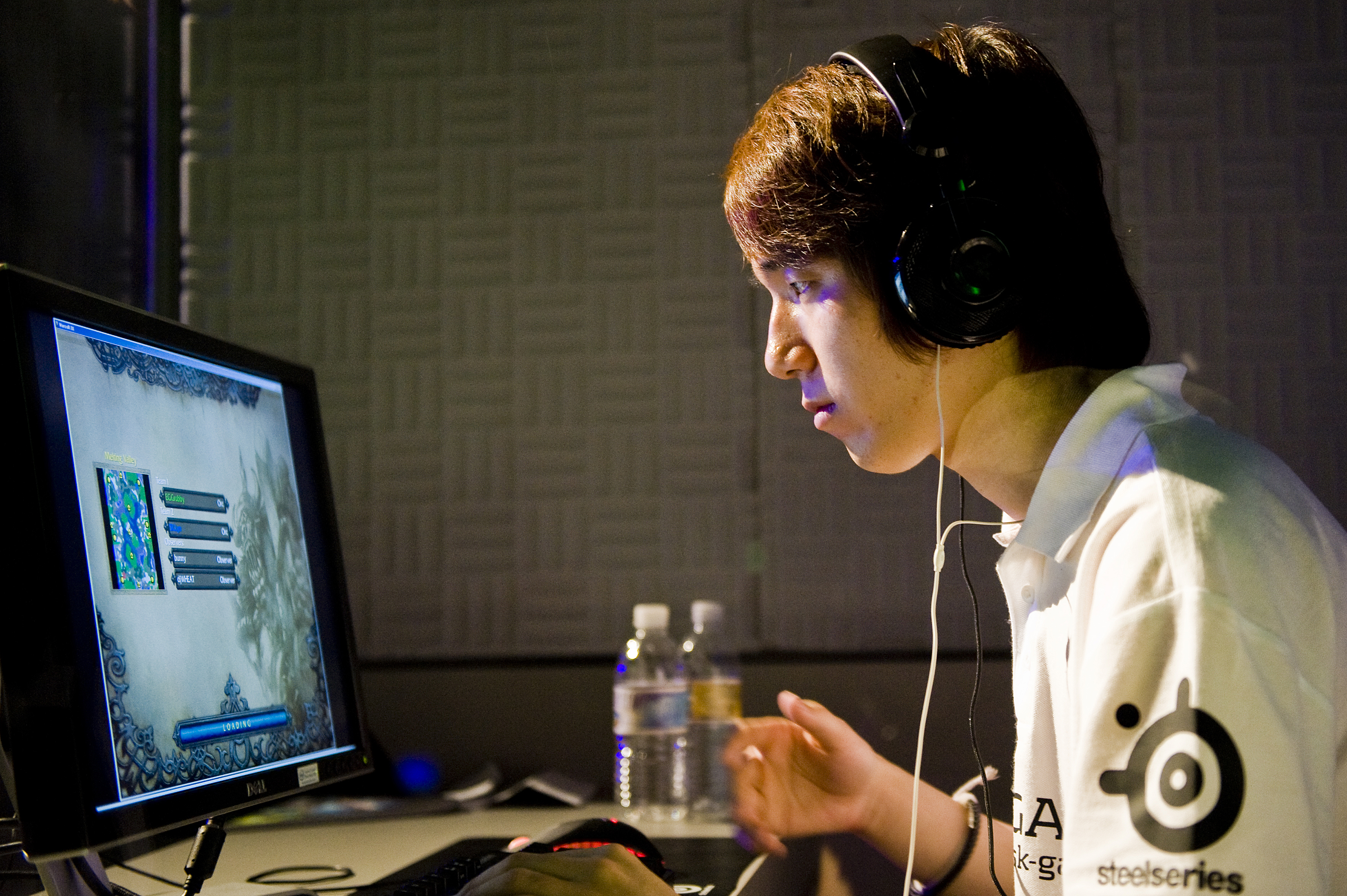
WarCraft-III-Profi Lyn auf der BlizzCon 2009

### WarCraft III

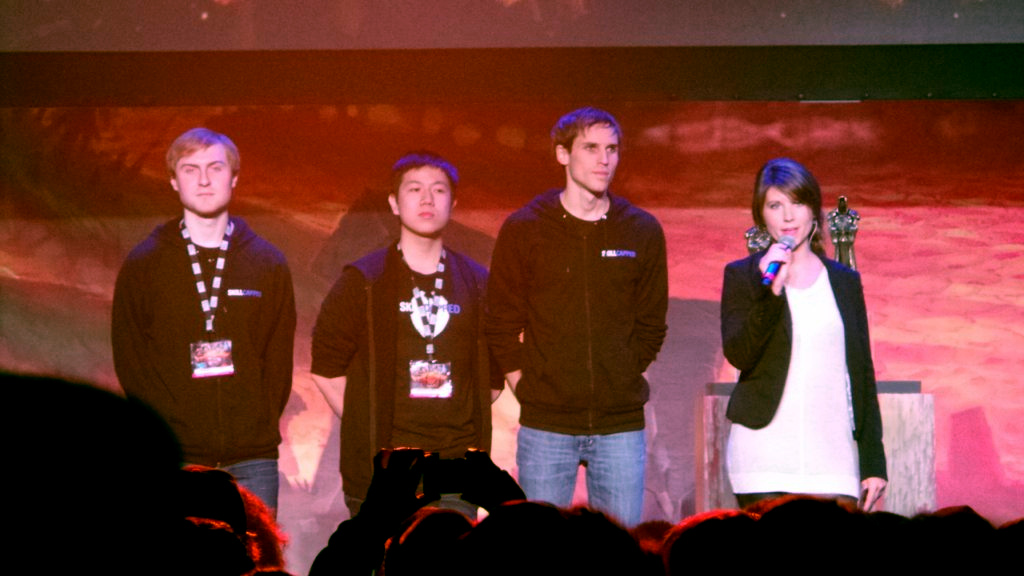
Das siegreiche WoW-Team Skill-Capped auf der BlizzCon 2013

Einzel
|                            | Preisgeld | Platz 1    | Platz 2  | Platz 3 |
| -------------------------- | --------- | ---------- | -------- | ------- |
| BlizzCon Invitational 2005 | 013.000 $ | Grubby     | Zacard   | ToD     |
| BlizzCon Invitational 2007 | 017.500 $ | Creolophus | ReMinD   | Grubby  |
| BlizzCon Invitational 2008 | 040.000 $ | Lyn        | Lucifron | Happy   |
| BlizzCon Invitational 2009 | 040.000 $ | Lyn        | Grubby   | SocceR  |
| BlizzCon Invitational 2010 | 040.000 $ | ReMinD     | Infi     | Moon    |

### World of WarCraft
3er-Teams
|                                | Preisgeld | Platz 1               | Platz 2           | Platz 3                          |
| ------------------------------ | --------- | --------------------- | ----------------- | -------------------------------- |
| BlizzCon Invitational 2007     | 040.000 $ | MoB Turtlebeach       | Nashwan           | Evil Geniuses                    |
| BlizzCon Invitational 2008     | 120.000 $ | Nihilum Plasma        | Selective Queuers | Fnatic                           |
| BlizzCon Invitational 2009     | 120.000 $ | TSG                   | Shipit            | x6tence                          |
| Arena Tournament 2010          | 120.000 $ | against All authority | compLexity        | LightZ CaMerA ActioN             |
| Arena Global Invitational 2011 | 120.000 $ | OMG                   | Skill-Capped      | DNAW Trio                        |
| Arena World Championships 2012 | 189.000 $ | Bring It              | Yaspresents       | IM                               |
| Arena World Championships 2013 | 189.000 $ | Skill-Capped          | MiR               | IM / PvP Live                    |
| Arena World Championships 2014 | 250.000 $ | Bleached Bones        | Skill-Capped EU   | Push Push / 3 Amigos             |
| Arena World Championships 2015 | 250.000 $ | SK Gaming             | Skill-Capped EU   | Cloud 9 / Tempo Storm            |
| Arena World Championships 2016 | 250.000 $ | Splyce                | Method NA         | Tempo Storm / NG Blue            |
| Arena World Championships 2017 | 280.000 $ | ABC                   | Panda Global      | Method Triforce / Method Synergy |
| Arena World Championships 2018 | 280.000 $ | Method Orange         | The Gosu Crew     | Method Black / Pen and Paper     |
| Arena World Championships 2019 | 330.000 $ | Method Black          | Wildcard Gaming   | Cloud 9 / The Gosu Crew          |
| Guild Clash 2023               | unbekannt | Echo Esports          | Method            | Team Liquid / Golden Guardians   |